# 東京大地震マグニチュード8.1
『東京大地震マグニチュード8.1』（とうきょうだいじしんマグニチュード8.1）は、日本のテレビ映画。主演：千葉真一、監督：西村潔、制作：よみうりテレビ・東宝映像。カラー16mmフィルム、モノラル放送。本編：96分。
1980年4月17日に木曜ゴールデンドラマで放送され、サブタイトルは「あなたは生き残れるか？」、「あなたは生き残れるか！？」など、各紙で紹介された。

## 概要
巨大地震に見舞われた東京にて、生き延びようとする人々の姿を描くスペクタクルドラマ。千葉真一扮する主人公が、金と権力の成り上がりを目指して政治の世界に入り、大臣の秘書になったものの巨大地震に巻き込まれた結果、後輩の死を通じて人として本当に大切なものに気づく展開となっている。千葉以下俳優陣が未曾有の災害に遭遇・避難する人々の動揺や葛藤を演じ、特撮による繊細かつ大胆な地震災害の描写により、埋もれた名作としてファンに語り継がれてきた幻のテレビ映画である。裏番組には人気が高い『ザ・ベストテン』と競合していたものの、視聴率は18.3%を記録した。

## ストーリー
198X年4月、大蔵大臣秘書の小林（千葉真一）は永田町で成り上がろうと野心に燃え、新宿のマンションではツアーコンダクターの江田かおる（竹下景子）が恋人の信夫（織田あきら）からの手紙に驚き、上野恩賜公園では祖母（葦原邦子）が孫と共に散歩を楽しむなど、東京では人々がそれぞれの人生を歩んでいた。そんな矢先、地震観測所では相模トラフの異常が感知され、気象庁直轄の地震判定委員会メンバーの高原教授（根上淳）は犬の散歩、榊曾太郎教授（村上冬樹）は息子のひろし（赤塚真人）とみち子（木内みどり）の結婚式に向かう準備中だったが、緊急招集される。議論の結果、「東京都・神奈川県・千葉県を中心とした南関東にマグニチュード8以上の関東大震災規模の地震が近いうちに発生する」と委員会は結論付けた。
政府はすぐさま緊急閣議を開き、水原大蔵大臣（岡田英次）は差し迫る巨大地震の発生を知る。閣議は様々な意見が出て紛糾するが、都民と周辺県民がパニックを起こさないよう、警戒宣言はあらゆる準備を整えたうえでマスコミ発表後に行うことに決まった。これを尻目に、水原は愛娘の令子（中島ゆたか）を避難させるべく、小林に今夜アメリカへ出発する航空券を手配するよう命じる。小林は急な話を訝しむが、水原は東京で巨大地震が発生することを暗に匂わせる。驚いた小林は、懇意にしている旅行代理店のスペーストラベルへ急行する。小林の後輩で陸上自衛隊のヘリコプターパイロットの高木（柴俊夫）は任務中、立川より緊急連絡が入ったとの知らせを受け、自宅に電話を入れていた。
小林が新宿の地下街にあるスペーストラベルに着くと、そこには失恋が原因で退職したいと言い出したかおると慰留している支店長（穂積隆信）、上野公園にいた祖母と孫、彼らに大分行きの航空券を用意している代理店の社員の佐野（江木俊夫）らがいた。小林に気づいた支店長は愛想よく迎え入れ、かおるには後で話そうと伝える。そんな夕闇に包まれた午後5時55分、巨大地震が東京で発生した。

## キャスト
- 千葉真一 - 小林（大蔵大臣の秘書）

- 竹下景子 - 江田かおる（添乗員）
- 柴俊夫 - 高木（陸上自衛隊員）
- 中島ゆたか - 水原令子
- 赤塚真人 - 榊ひろし
- 木内みどり - 榊みち子
- 江木俊夫 - 佐野（スペーストラベル店員）
- 織田あきら - 信夫
- 穂積隆信 - スペーストラベル支店長
- 葦原邦子 - 上野公園へ孫と散歩に来ていた老婆
- 大原和彦 - 上野公園へ老婆と散歩に来ていた孫
- 根上淳 - 高原教授
- 村上冬樹 - 榊曾太郎教授
- 川口節子 -
- 東山明美 -
- 伊豆肇 -
- 増田順司 -
- 佐々木孝丸 - 総理大臣
- 細川俊夫 - 国土庁長官
- 岡田英次 - 水原大蔵大臣

## スタッフ
- 監督 - 西村潔
- 脚本 - 下飯坂菊馬、笠原和夫
- プロデューサー - 岡本俊治（よみうりテレビ）、坂野義光、古俣則夫（東宝映像）
- 音楽 - 笹路正徳
- 撮影 - 市原康至
- 録音 - 吉沢昭一
- 美術 - 石田良之
- 装飾 - 佐々木京二
- 特撮監督 - 川北紘一
- 唄 - 村田有美「ラブ・サバイバル」
- 参考資料 - 小板橋二郎、真鍋繁樹、千葉仁志 『大地震』（プレジデント社）
- 制作 - よみうりテレビ、東宝映像

## 制作
東映から主演の千葉真一と脚本の下飯坂菊馬・笠原和夫、東宝から監督の西村潔、特撮監督の川北紘一など、映画で活躍していた面々がテレビ映画に結集して制作された。
千葉真一と西村潔は、千葉の主演作『燃える捜査網』『大非常線』で関わっており、それ以来のタッグとなるが、千葉は西村の都会的でハードボイルドな作風を高く評価していた。制作には1億5,000万円もの巨費が計上され、同時代の派手なカースタント・銃撃戦・爆破が盛り込まれた『西部警察』が1話あたり2,500万円だったことを踏まえれば、破格の予算が注ぎ込まれている。軍用車両やヘリコプターは陸上自衛隊の協力により実機が使われ、避難民は多数のエキストラが演じており、彼らの避難キャンプ地は巨大セットで撮影された。
特撮の予算は約3,000万円。川北紘一は『ゴジラシリーズ』のアーカイブを使わないよう、田中友幸から念押しされていたので、3か月かけて東京大地震のリアリティあふれる映像を作った。炎上する東京のシーンは東京郊外の造成地にミニチュアを配置し、大クレーンと移動車で撮影した。炎の竜巻は大きなプールに火炎放射をして火を焚き、その温度差で本当の竜巻を作り、水槽で回した粒子を合成したり、いろいろなものを組み合わせたりして撮影した。地震で高層ビルの外壁が剥離して落ちるシーンは、ミニチュアのビルの大きさに合わせて巨大な石を落下させ、ビルの自重で外壁が落ちるようにし、様々な崩壊シーンを作り出した。これらはハイスピードカメラで撮影した。川北は本作を見た田中から「『日本沈没』の映像を使っただろう？と問い詰められた」と振り返っている。

## 劇場公開
2013年8月3日に「燃えよ特撮！祭2013」が秋葉原UDXシアターにて開催され、現存する放送用の16ミリフィルムによる33年ぶりの公開となった。これを皮切りにシネマヴェーラ渋谷では、千葉真一出演作品を日替わり上映する「チバちゃん祭り！Sonny Chiba A Go Go!!」が2014年6月14日 - 7月11日に開催され、6月28日・7月1日・同月4日と3回興行された。2015年4月25 - 26日には、「幻のテレビ大特撮と超絶メカニック描写！これが川北特撮だ！」が京都みなみ会館にて開催され、川北紘一が参加した作品の一つとして上映された。

## 余波
東宝は1980年8月30日に『地震列島』を国内公開したが、同作のメインスタッフは本作を参考試写していた。本作の参考資料『大地震』の著者である小板橋二郎・真鍋繁樹・千葉仁志は『地震列島』にも協力しており、本作の特撮シーンは1984年の『ゴジラ』の予告や、それ以降の平成ゴジラシリーズにも流用された。川北は、映画がテレビドラマを模倣したことは両業界の差がなくなってきたことを象徴する出来事であったと述べている。